# Bệnh nhiễm virus rừng Kyasanur
Bệnh nhiễm virus rừng Kyasanur (KFD) là bệnh sốt xuất huyết do ký sinh trùng đặc trưng ở Nam Á. Bệnh này do một loại virut thuộc họ Flaviviridae gây ra, bao gồm sốt vàng da và sốt dengue.

## Lịch sử
Căn bệnh này được báo cáo lần đầu tiên từ Rừng Kyasanur ở Karnataka, Ấn Độ vào tháng 3 năm 1957. Bệnh này lần đầu tiên được mô tả như là một vụ bùng phát dịch bệnh giữa những con khỉ giết chết một vài trong số họ vào năm 1957. Do đó căn bệnh này cũng được gọi là bệnh khỉ hoặc sốt khỉ. Sự tương đồng với bệnh viêm não mùa xuân- hè ở Nga đã được ghi nhận và khả năng các loài chim di cư mang bệnh này đã được nâng lên. Các nghiên cứu bắt đầu tìm kiếm các loài có thể có hoạt động như hồ chứa virus và các tác nhân chịu trách nhiệm truyền. Các nghiên cứu tiếp theo không tìm thấy sự liên quan của chim di cư mặc dù không loại trừ khả năng vai trò của chúng trong giai đoạn ban đầu. Loại vi-rút này được tìm thấy khá đặc biệt và không liên quan mật thiết đến các dòng virút của Nga. Tuy nhiên, liên quan đến kháng nguyên là rất gần với nhiều dòng khác bao gồm sốt xuất huyết Omsk (OHF) và các loài chim từ Siberia đã cho thấy phản ứng kháng nguyên đối với virus KFD. Tuy nhiên, các nghiên cứu dựa theo chuỗi đều ghi nhận sự khác biệt của OHF. Các nghiên cứu ban đầu ở Ấn Độ được tiến hành với sự hợp tác của Cơ quan nghiên cứu Y khoa Quân đội Hoa Kỳ và điều này đã dẫn đến những lý thuyết tranh cãi và âm mưu.
Các nghiên cứu tiếp theo dựa trên chuỗi nghiên cứu tìm thấy rằng các virus Alkhurma, được tìm thấy ở Saudi Arabia có liên quan chặt chẽ. Năm 1989, một bệnh nhân ở Nanjianin, Trung Quốc được tìm thấy có triệu chứng sốt và trong năm 2009 trình tự gen virut của nó đã được tìm thấy chính xác với kết quả của virus tham chiếu KFD năm 1957. Tuy nhiên, điều này đã được đặt câu hỏi vì virus Ấn Độ cho thấy các biến thể về chuỗi theo thời gian và kết hợp chính xác với trình tự virus năm 1957 và virus của Trung Quốc năm 1989 không phải là như mong đợi. Nghiên cứu này cũng phát hiện thấy sử dụng các xét nghiệm miễn dịch mà chim và người ở khu vực dường như đã tiếp xúc với virut. Một nghiên cứu khác cho thấy virus mới đây có nguồn gốc gần với tổ tiên chung của nó và các virut có liên quan vào khoảng năm 1942, dựa trên tỷ lệ ước tính thay thế dãy. Nghiên cứu cũng làm tăng khả năng chim tham gia vào việc chuyển giao đường dài. Dường như những virut này đã cách nhau 700 năm trước.

## Sự phân chia
Căn bệnh này được ghi nhận lần đầu tiên ở làng Kyasanur gần Sagar thuộc quận Shivamogga thuộc Karnataka. Virus này đã được phát hiện ở những con khỉ ở các phần của Vườn Quốc gia Bandipur (Chamarajnagar) và một phần của Nilgiris. Nhiễm HIV ở người đã xảy ra ở Bandipur thông qua việc xử lý những con khỉ chết đã bị nhiễm bệnh. Một người mắc bệnh cũng đã được phát hiện ở Wayanad (Kerala).

## Sự lây truyền
Có rất nhiều động vật được cho là vật chủ chứa hồ chứa, bao gồm nhím, chuột, sóc và chuột chũi. Các côn trùng truyền bệnh là Haemaphysalis spinigera, một nhóm côn trùng. Con người nhiễm hợp đồng từ vết cắn của nymphs của côn trùng.

## Dịch tễ học
Bệnh có tỷ lệ tử vong từ 3-10%, và nó ảnh hưởng đến 400-500 người mỗi năm.

## Triệu chứng
Các triệu chứng của bệnh bao gồm sốt cao với đau đầu trán, tiếp theo là các triệu chứng xuất huyết, chẳng hạn như chảy máu từ khoang mũi, cổ họng, và lợi, cũng như chảy máu đường tiêu hóa. Các triệu chứng khác bao gồm nôn mửa, cứng cơ, run rẩy, phản xạ vắng mặt, và rối loạn tinh thần.
Một người bị ảnh hưởng có thể hồi phục sau hai tuần, nhưng thời gian điều dưỡng thường rất dài, kéo dài trong vài tháng. Sẽ có chứng đau nhức bắp thịt trong giai đoạn này và người bị ảnh hưởng không thể tham gia hoạt động thể chất.

## Di truyền học
Bộ gen của KFDV bao gồm 10.774 nucleotide của RNA có RNA dương tính đơn. Bộ gen của nó đã được phát hiện chỉ mã cho một polyprotein: C-prM-E-NS1-NS2A-NS2B-NS3-NS4A-NS4B-NS5. Bộ gen của KFDV rất giống nhau (> 92% tương đồng) với Virus sốt xuất huyết do Alkhurma mà chủ yếu tìm thấy ở Ả-rập Xê-út. Hai loài này thuộc họ Flaviviridae và phân cách cách đây 700 năm và do đó vẫn tách biệt về mặt địa lý.

## Bệnh sinh học
Bệnh sinh học của KFDV chưa được hiểu hoàn toàn, nhưng các nghiên cứu được thực hiện đã giúp hiểu sâu hơn về bệnh lý mà trước đây chưa biết. Nghiên cứu sử dụng các mô hình chuột cho thấy KFDV chủ yếu được tái tạo trong não. Các nghiên cứu khác đã mở rộng về điều này bằng cách mô tả các thay đổi thần kinh xảy ra trong các sinh vật bị nhiễm bệnh. Thử nghiệm này đã được hoàn thành bằng cách sử dụng các con chuột bị nhiễm KFDV và phát hiện ra KFDV gây ra gliosis, viêm, và chết tế bào trong não. Trong cuộc thảo luận của họ, các tác giả đưa ra ý tưởng cho rằng KFDV có thể chủ yếu là bệnh thần kinh và các triệu chứng khác là do sự sinh bệnh này.

## Chẩn đoán
Các phương pháp chẩn đoán trước đây bao gồm HI, bổ sung, xét nghiệm trung hòa, và tiêm chích huyết thanh của những người bị nhiễm vào chuột. Tuy nhiên, nghiên cứu mới đã đưa ra các phương pháp hiệu quả hơn để chẩn đoán KFDV. Các phương pháp này bao gồm: RT-PCR lồng nhau, RT-PCR thời gian thực dựa trên TaqMan và phát hiện kháng thể immunoglobin M bằng phương pháp ELISA. Hai phương pháp liên quan đến PCR có thể hoạt động bằng cách gắn primer vào gen NS-5 được bảo tồn cao trong số các chi mà KFDV thuộc. Phương pháp cuối cùng cho phép phát hiện các kháng thể chống KFDV ở bệnh nhân.

## Phòng ngừa và điều trị
Đề phòng bằng tiêm chủng, cũng như các biện pháp dự phòng như quần áo bảo hộ, kiểm soát đánh dấu, và kiểm soát muỗi. Vắc-xin cho KFDV bao gồm KFDV vô hiệu hóa formalin. Vắcxin có tỷ lệ hiệu quả 62,4% đối với những người nhận hai liều. Đối với những người nhận liều bổ sung, hiệu quả sẽ tăng lên 82,9%. Các phương pháp điều trị đặc biệt không có sẵn.